# Zodiac Mindwarp & the Love Reaction
Zodiac Mindwarp & the Love Reaction — британская рок-группа, образовавшаяся в 1985 году в Лондоне, Англия, исполнявшая гротескный (и в чём-то пародийный) метал/хард-рок и при этом считавшаяся частью grebo-культуры. Принадлежность к последней была предопределена нарочитой китчевостью проекта и, кроме того, байкерским имиджем участников.

## История группы
Группу в начале 80-х годов образовал Марк Мэннинг, художник, дизайнер и редактор британского журнала Flexipop — единственно, с целью (по собственному признанию) «вкусить прелестей рок-н-ролльного образа жизни». Мэннинг взял себе псевдоним Зодиак Майндворп (варианты перевода: «Зодиакальная извращённость разума», «Знак зодиака — Кривые мозги»), и окружил себя музыкантами со столь же красочными именами: Cobalt Stargazer (гитарист, который, как ни странно, до этого играл в Wham!), Slam Thunderhide, Evil Bastard, Flash Bastard и Trash D Garbage (состав группы постоянно менялся).
В 1986 году группа дебютировала с серией синглов и ЕР («Wild Child», «High Priest of Love», «Prime Mover», «Back Seat Education»), за которыми последовал дебютный Tattooed Beat Messiah (март 1988). Альбом поднялся в Британии до 20-го места и был услышан в Америке — во всяком случае, совместное турне им предложили провести Guns N' Roses (незадолго до выхода Appetite for Destruction). Группа произвела впечатление и на Элиса Купера, который предложил Майндворпу стать соавтором «Feed My Frankenstein», песни, которая вошла в Hey Stoopid (1991).
При этом Майндворп разрабатывал двойственный имидж: с одной стороны — фантастического «полового гиганта» (отсюда самоопределения: «секс-фюрер», «диктатор любви»), с другой — комедийно-двухмерного героя-байкера. Тексты Майндворпа («Back Seat Education», «Feed My Frankenstein», «High Heeled Heaven», «Trash Madonna»), как отмечала критика, при всём своём запредельном секс-шовинизме, были оформлены до такой степени нелепо и вычурно, что не могли никого обидеть.
Звезда Майндворпа закатилась так же внезапно, как и взошла: возможно, отчасти тому способствовала чрезмерная увлеченность тем самым «рок-н-ролльным образом жизни», ради которого он вышел на сцену. В 90-х годах он исчез из всеобщего поля зрения, лишь изредка выпуская альбомы и вступая в странные творческие союзы (например, с Voice of the Beehive, для которых написал песню «There’s a Barbarian in the Back of My Car» и с The Grid). Зато имя его вошло в литературу: Mindwarp написал несколько книг: «Bad Wisdom» (1996, с Биллом Драммондом из The KLF), «Crucify Me Again» (2000), «Get Your Cock Out» (2000), «Fucked By Rock» (2001), «Collateral Damage» (2003), «The Wild Highway» (2005, с Биллом Драммондом), «Psycho Pets: Just When You Thought It Was Safe to Go Home» (2006).
Начало века ознаменовалось и ростом его музыкальной активности: вышли два студийных альбома (I Am Rock, Rock Savage) и один концертный (Weapons of Mass Destruction, 2004).

## Дискография

### Альбомы
- Tattooed Beat Messiah (1988) — UK #20
- Hoodlum Thunder (1991)
- Live At Reading (1993)
- One More Knife (1994)
- I Am Rock (2002)
- Weapons of Mass Destruction (концертный альбом) 2004
- Rock Savage (2005)
- We Are Volsung (2010)